# Fritz Reuter Leiber
Fritz Reuter Leiber, o Fritz Reuter Leiber Sr. (Chicago, 31 gennaio 1882 – Los Angeles, 14 ottobre 1949), fu un attore del teatro shakespeariano e del cinema.

## Biografia
Nato negli Stati Uniti da una famiglia di origini tedesche, divenne un famoso attore teatrale shakespeariano e interpretò anche numerosi film.
Sposò l'attrice teatrale americana Virginia Bronson, anch'essa interprete shakespeariana, dalla quale ebbe Fritz Reuter Leiber Jr., divenuto un famoso romanziere e col quale comparve in alcune scene dei film Margherita Gauthier (1936) di George Cukor e L'ultima beffa di Don Giovanni (1937) di James Whale.

## Filmografia
- Romeo and Juliet, regia di John W. Noble (1916)
- Cleopatra, regia di J. Gordon Edwards (1917)
- The Primitive Call, regia di Bertram Bracken (1917)
- The Song of the Soul, regia di John W. Noble (1920)
- Un vagabondo alla corte di Francia (If I Were King), regia di J. Gordon Edwards (1920)
- La regina di Saba (The Queen of Sheba), regia di J. Gordon Edwards (1921)
- Le due città (A Tale of Two Cities), regia di Jack Conway (1935) (non accreditato)
- Sins of Man, regia di Otto Brower e Gregory Ratoff (1936)
- Sotto due bandiere (Under Two Flags), regia di Frank Lloyd (1936)
- La vita del dottor Pasteur (The Story of Louis Pasteur), regia di William Dieterle (1936)
- Avorio nero (Anthony Adverse), regia di Mervyn LeRoy (1936)
- Margherita Gauthier (Camille), regia di George Cukor (1936)
- Hearts in Bondage, regia di Lew Ayres (1936)
- Down to the Sea, regia di Lewis D. Collins (1936)
- L'ultima beffa di Don Giovanni (The Great Garrick), regia di James Whale (1937)
- Il principe e il povero (The Prince and the Pauper), regia di William Keighley (1937)
- Under Southern Stars, regia di Nick Grinde (1937)
- Valzer champagne (Champaign Waltz), regia di A. Edward Sutherland (1937)
- Gateway, regia di Alfred L. Werker (1938)
- Flight Into Nowhere, regia di Lewis D. Collins (1938)
- Il segreto del giurato (The Jury's Secret), regia di Edward Sloman (1938)
- Notre Dame (The Hunchback of Notre Dame), regia di William Dieterle (1939)
- Pack Up Your Troubles, regia di H. Bruce Humberstone (1939)
- La storia di Edith Cavell (Nurse Edith Cavell), regia di Herbert Wilcox (1939) (non accreditato)
- They Made Her a Spy, regia di Jack Hively (1939)
- La signora dai capelli rossi (Lady with Red Hair), regia di Curtis Bernhardt (1940)
- Paradiso proibito (All This, and Heaven Too), regia di Anatole Litvak (1940)
- Lo sparviero del mare (The Sea Hawk), regia di Michael Curtiz (1940)
- The Way of All Flesh, regia di Louis King (1940) (remake dell'omonimo film muto Nel gorgo del peccato del 1927)
- Bufera mortale (The Mortal Storm), regia di Frank Borzage (1940)
- Aloma dei mari del sud (Aloma of the South Seas), regia di Alfred Santell (1941)
- La banda Pellettier (Crossroads), regia di Jack Conway (1942)
- Bernadette (The Song of Bernadette), regia di Henry King (1943)
- Il canto del deserto (The Desert Song), regia di Robert Florey (1943)
- Il fantasma dell'Opera (Phantom of the Opera), regia di Arthur Lubin (1943)
- Il difensore di Manila (Salute to the Marines), regia di S. Sylvan Simon (1943)
- Sacrificio supremo (First Comes Courage), regia di Dorothy Arzner (1943)
- The Cisco Kid Returns, regia di John P. McCarthy (1944)
- Youth Runs Wild, regia di Mark Robson (1944)
- Cry of the Werewolf, regia di Henry Levin (1944)
- Il cobra (Cobra Woman), regia di Robert Siodmak (1944)
- L'impostore (The Impostor), regia di Julien Duvivier (1944)
- La strada scarlatta (Scarlet Street), regia di Fritz Lang (1945)
- Nel mar dei Caraibi  (The Spanish Main), regia di Frank Borzage (1945)
- Questo nostro amore (This Love of Ours), regia di William Dieterle (1945)
- Il figlio di Lassie (Son of Lassie), regia di S. Sylvan Simon (1945)
- Perdutamente (Humoresque), regia di Jean Negulesco (1946)
- Strange Journey, regia di James Tinling (1946)
- L'infernale avventura (Angel on My Shoulder), regia di Archie Mayo (1946)
- Uno scandalo a Parigi (A Scandal in Paris), regia di Douglas Sirk (1946)
- Senza ritorno (High Conquest), regia di Irving Allen (1947)
- Passione che uccide (The Web), regia di Michael Gordon (1947)
- Dangerous Venture, regia di George Archainbaud (1947)
- Bells of San Angelo, regia di William Witney (1947)
- Monsieur Verdoux, regia di Charlie Chaplin (1947)
- Inner Sanctum, regia di Lew Landers (1948)
- Un'altra parte della foresta (Another Part of the Forest), regia di Michael Gordon (1948)
- Oppio (To the Ends of the Earth), regia di Robert Stevenson (1948)
- Capitano Casanova (Adventures of Casanova), regia di Roberto Gavaldón (1948)
- Sansone e Dalila (Samson and Delilah), regia di Cecil B. DeMille (1949)[2]
- Bagdad, regia di Charles Lamont (1949)[2]
- La maschera dei Borgia (Bride of Vengeance), regia di Mitchell Leisen (1949)[2]
- Il canto dell'India (Song of India), regia di Albert S. Rogell (1949)[2]
- Il passo del diavolo (Devil's Doorway), regia di Anthony Mann (1950)[2]

## Doppiatori italiani
- Bruno Persa in Le due città
- Augusto Marcacci in Il principe e il povero
- Amilcare Pettinelli in Il fantasma dell'Opera
- Aldo Silvani in Un'altra parte della foresta
- Lauro Gazzolo in Sansone e Dalila